# Langen, Cuxhaven
Langen (ved Bremerhaven) er en by i Landkreis Cuxhaven i den tyske delstat Niedersachsen, beliggende cirka 7 km nord for Bremerhavens centrum, og 30 km syd for Cuxhaven. Langen har en befolning på 18.395 mennesker (2012) og et areal på 121,6 km². Den grænser mod nordvest til Wremen, Mulsum, Dorum og Midlum, mod nordøst til Wanna og Flögeln og mod sydøst til Drangstedt og Schiffdorf. Mod syd grænser den til Bremerhaven og dermed til Freie Hansestadt Bremen.

## Eksterne kilder og henvisninger
- Wikimedia Commons har flere filer relateret til Langen, Cuxhaven